# Josep Maria Bonet
 (août 2013).
Si vous disposez d'ouvrages ou d'articles de référence ou si vous connaissez des sites web de qualité traitant du thème abordé ici, merci de compléter l'article en donnant les références utiles à sa vérifiabilité et en les liant à la section « Notes et références ».

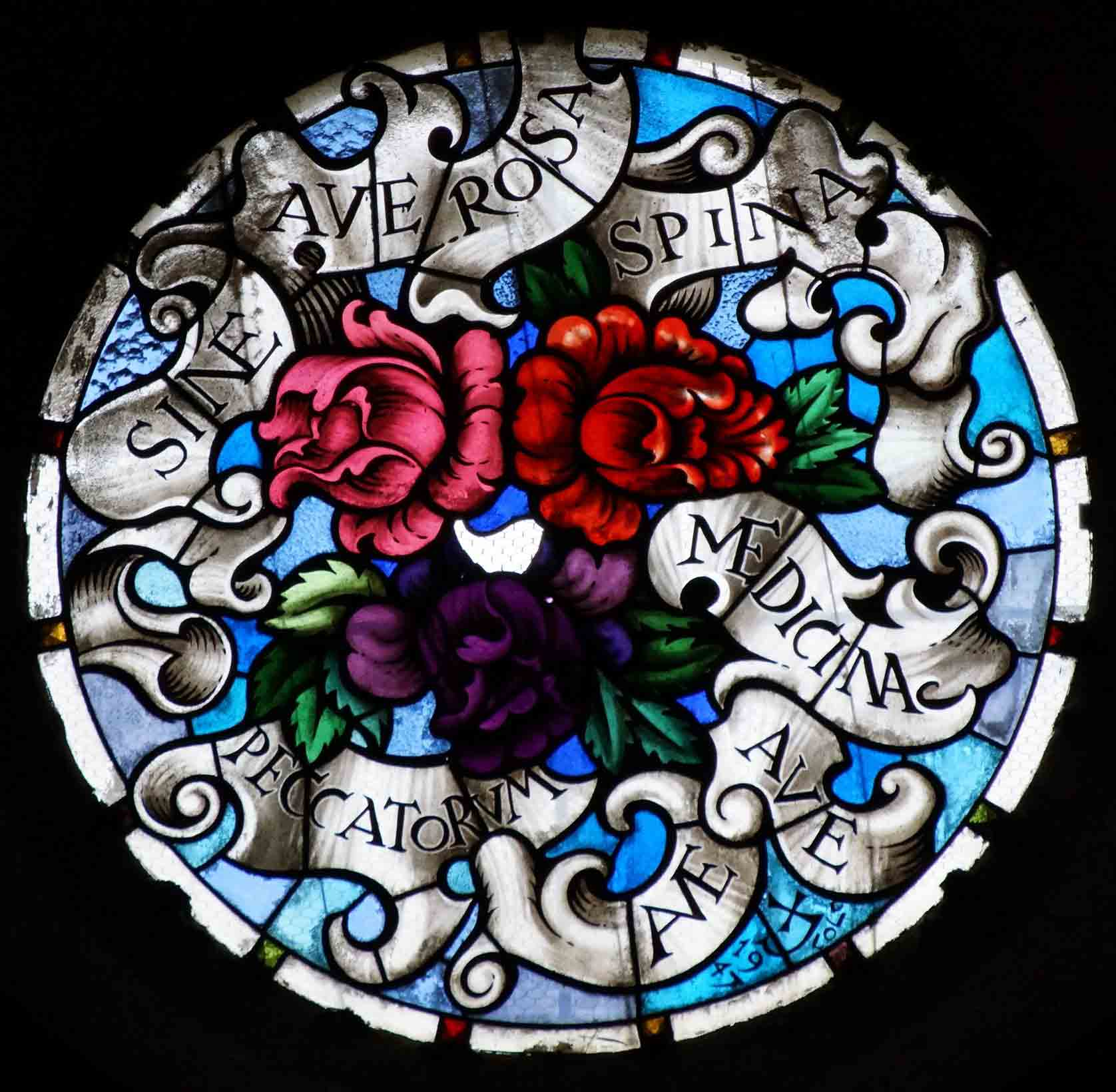
Un vitrail, œuvre de Josep Maria Bonet et de l'architecte Jujol

Josep Maria Bonet (1903, La Seu d'Urgell - 1988, Barcelone) est un maître verrier de la première moitié du XXe siècle.
Avec son frère Xavier Bonet (1897-1985), il est cofondateur de l’atelier qui porte son nom et qui est aujourd’hui encore en pleine activité.

## Biographie
La famille de Josep Maria Bonet a ses racines dans l'ancienne ville d’Arsèguel à Alt Urgell. Dès son jeune âge[Quand ?], il étudia à l’école de la Llotja de Barcelone où il a excellé dans le dessin.[réf. nécessaire] C’est aussi à cette occasion qu’il se lie d'amitié avec des artistes avec qui il collabora plus tard dans le domaine du vitrail (Montsardà, Labarta), puis a appris le métier à l'atelier de vitraux Oriach où son frère travaillait déjà.
Ils ont ouvert l'atelier qui est toujours présent aujourd’hui au no 6 rue des Asturies dans le quartier de Gràcia, à Barcelone. Ses premières œuvres furent réalisées avec Darius Vilas, artiste, et Josep Maria Pericas, architecte. Il s’agissait des fenêtres de la paroisse de Carmen de Barcelone, et celles de l'église de Sant Joan de Reus ainsi que les vitraux de la crypte de la Sagrada Família à Barcelone. L'atelier travaillait sur la fabrication de vitraux de plomb dans le domaine de la restauration et sur les gravures sur verre. L'atelier a été nationalisé pendant la guerre civile et Josep Maria Bonet, comme Xavier Bonet, se sont engagés dans d'autres activités professionnelles. À la fin de la guerre, l'atelier s’est concentré sur la reconstruction des édifices détruits pendant la guerre. Josep Maria Bonet travailla sur les vitraux de la salle capitulaire du monastère de Poblet, sur les vitraux des monastères de Vallbona de les Monges, sur les vitraux de Sainte Marie de las avellanas, sur ceux de la paroisse de Saint Jean de Lleida, ceux de la Cathédrale de Saint Feliu de Llobregat, selon les dessins de Francesc Labarta et dans les paroisses de Jesús et de Saint Jean de Gracia. Il a aussi travaillé avec l’architecte Josep Maria Jujol dans les paroisses de Sainte Marie de Vilanova et la Geltrú et dans celles de Saint Jean Despí.
Xavier Bonet commença de nouvelles aventures professionnelles et a finalement laissé la charge de son atelier dans les mains de son frère Josep María Bonet.
Au-delà de la grandeur de ses œuvres dans le domaine du vitrail catalan,[Interprétation personnelle ?] il s’est concentré sur l'amélioration des matériaux et des procédés[réf. nécessaire]. Il a travaillé pour l'introduction de lampes du style Tiffany avec des réserves de cuivre d’étain et vinyle autocollant qui ont permis d’éviter l'utilisation laborieuse de papier d’étain et de bitume de Judée[réf. nécessaire].
Dès les années 1960, une nouvelle ère a commencé dans laquelle le vitrail fut de nouveau du domaine artistique accompagné de son propre discours.[réf. nécessaire] Josep Maria Bonet a travaillé avec des artistes tels que Will Faber sur les vitraux de la croix de l’église de les Llars Mundet, avec Ramon Rogent sur les vitraux de la chapelle de l’hôpital de Granollers, sur la paroisse de Rubí, sur les vitraux de Domènech Fita pour la cathédrale de Gérone et avec Carles Madiroles aux Carmélites de Vic.
Josep María Bonet a reçu le titre de maitre artisan verrier en 1986. Il mourra à Barcelone en 1988, travaillant presque jusqu’au dernier jour dans l’atelier de vitraux.